# V378 Близнецов
V378 Близнецов (лат. V378 Geminorum) — одиночная переменная звезда в созвездии Близнецов на расстоянии (вычисленном из значения параллакса) приблизительно 6704 световых лет (около 2055 парсек) от Солнца. Видимая звёздная величина звезды — от +12,5m до +11,8m.

## Характеристики
V378 Близнецов — красный гигант, углеродная пульсирующая полуправильная переменная звезда (SR) спектрального класса C(R). Радиус — около 80,06 солнечных, светимость — около 688,089 солнечных. Эффективная температура — около 3304 К.